# Taeniura grabata
Taeniura grabata är en rockeart som först beskrevs av Geoffroy Saint-Hilaire 1817.  Taeniura grabata ingår i släktet Taeniura och familjen spjutrockor. Inga underarter finns listade i Catalogue of Life.